# Desfile do Dia da Vitória em Moscou em 2012

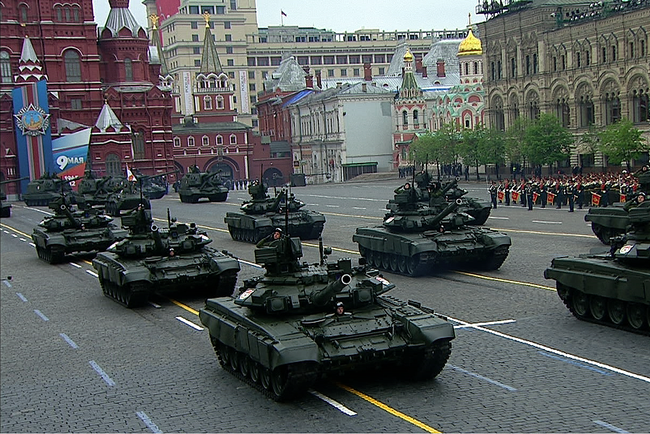
Tanques T-90 no desfile

O Desfile do Dia da Vitória em Moscou em 2012 foi um desfile militar realizado em 9 de maio de 2012 na Praça Vermelha de Moscou para comemorar o 67º aniversário da vitória soviética sobre a Alemanha Nazista na Grande Guerra Patriótica.  O recém-empossado presidente da Rússia em seu terceiro mandato, Vladimir Putin, fez seu nono discurso de vitória neste desfile. 

## Preparativos
Em outubro de 2011, teve início a organização do desfile. Os ensaios começaram a ser realizados pelas diversas unidades participantes.
A partir de março de 2012, no local de treinamento do desfile em Alabino, Oblast de Moscou, os ensaios do desfile foram realizados do dia 19 daquele mês até 23 de abril, e de 21 a 22 de abril a coluna móvel do desfile iniciou seus testes em Moscou.
Os ensaios completos em Moscou começaram na última quinta-feira de abril e duraram até 6 de maio. Eles também incluíram ensaios separados para as bandas militares e a coluna móvel.

## O desfile
Entre os participantes estavam o primeiro-ministro Dmitry Medvedev, o presidente da Duma Estatal Sergei Naryshkin e o prefeito de Moscou Sergey Sobyanin .  Mais de 14.000 militares participaram do desfle.   Pela primeira vez em um ano, após a grande impopularidade dos novos uniformes de serviço de combate utilizados por quase todas as unidades no desfile de 2011, todos os participantes, com exceção dos integrantes da coluna móvel, voltaram a usar os uniformes de gala.  Todo o segmento de marcha de 2012 foi composto pelos seguintes serviços uniformizados russos:
- Forças Armadas da Federação Russa
  - Forças terrestres russas
  - Força Aérea Russa
  - Marinha Russa
    - Infantaria Naval Russa

  - Tropas Aerotransportadas Russas
  - Tropas de Mísseis Estratégicos
  - Forças de Defesa Aeroespacial Russas
  - Tropas ferroviárias russas
- Guarda de Fronteira do Serviço Federal de Segurança da Federação Russa
- Tropas Internas do Ministério de Assuntos Internos da Federação Russa
- Ministério de Situações de Emergência

A coluna móvel foi composta por mais de cem veículos militares de várias unidades militares e um esquadrão de Mi-8s do Centro Aéreo do Exército carregando a bandeira da Rússia e as bandeiras das Forças Armadas tremulando na Praça Vermelha encerrou o segmento do desfile.
A banda militar combinada, sob a condução do Tenente-General Valery Khalilov em sua décima participação no Dia da Vitória como Diretor Sênior de Música do Serviço de Banda Militar das Forças Armadas da Federação Russa, reuniu mais de 1.100 músicos. Pela primeira vez em três anos, o Corpo de Tambores da Escola Militar de Música de Moscou do Marechal de Campo Alexander Suvorov voltou a liderar o desfile, trajando seu tradicional uniforme azul-escuro e vermelho, como tem sido desde o Desfile da Vitória em Moscou de 1945. O encerramento do evento foi marcado pela execução da Marcha Borodino e um arranjo especial de Adeus de Slavianka, este último em homenagem ao centenário  aniversário de sua composição e o primeiro em homenagem ao bicentenário da Guerra Patriótica de 1812. 

### Música
Procissão de bandeiras, inspeção e endereço
- Guerra Sagrada (Священная Война) por Alexander Alexandrov
- Marcha do Regimento Preobrazhensky (Марш Преображенского Полка)
- Marcha lenta para carregar a bandeira de guerra (Встречный Марш для выноса Боевого Знамени) por Dmitriy Valentinovich Kadeyev
- Marcha Lenta das Escolas de Oficiais (Встречный Марш офицерских училищ) por Semyon Chernetsky
- Marcha Lenta dos Guardas da Marinha (Гвардейский Встречный Марш Военно-Морского Флота) por Nikolai Pavlocich Ivanov-Radkevich
- Marcha Lenta dos Tanquistas (Встречный Марш Танкистов) por Semyon Chernetsky
- Marcha Lenta (Встречный Марш) por Evgeny Aksyonov
- Glória (Славься) por Mikhail Glinka
- Fanfarra de Desfile Todos Ouçam! (Парадная Фанфара “Слушайте все!”) por Andrei Golovin
- Hino Nacional da Federação Russa (Государственный Гимн Российской Федерации) por Alexander Alexandrov
- Retiro de Sinal (Сигнал “Отбой”)

Coluna de Infantaria
- Triunfo dos Vencedores (Триумф Победителей)
- Marcha Aérea (Авиамарш) por Yuliy Abramovich Khait
- A Tripulação é uma família (Экипаж - одна семья) por Viktor Vasilyevich Pleshak
- Marcha dos Cosmonautas/Amigos, eu acredito (Марш Космонавтов /Я верю, друзья) por Oscar Borisovich Feltsman
- Marcha de Artilharia (Марш Артиллеристов) por Tikhon Khrennikov
- Precisamos de uma vitória (Нам Нужна Одна Победа) por Bulat Shalvovich Okudzhava
- Balada de um Soldado (Баллада о Солдате) por Vasily Pavlovich Solovyov-Sedoy
- Nós Somos o Exército do Povo (Мы Армия Народа) por Georgy Viktorovich Mavsesya
- Servir à Rússia (Служить России) por Eduard Cemyonovich Khanok
- A Entrada do Exército Vermelho em Budapeste (Вхождение Красной Армии в Будапешт) por Semyon Chernetsky
- Marcha Juventude (Марш "Молодёжный") por Valery Khalilov
- Marcha Herói (Марш “Герой”)
- Em Guarda pela Paz (На страже Мира) por Boris Alexandrovich Diev
- V Put (В Путь) por Vasily Pavlovich Solovyov-Sedoy
- Dia da Vitória (День Победы) por David Fyodorovich Tukhmanov

Coluna móvel e aérea
- Marcha General Miloradovich (Марш “Генерал Милорадович”) por Valery Khalilov
- Invencível e Lendário (Несокрушимая и легендарная) por Alexander Alexandrov
- Marcha Três Tanquistas (Марш “Три Танкиста”) dos irmãos Pokrass
- Marcha dos Tanquistas Soviéticos (Марш сове́тских танки́стов) pelos irmãos Pokrass
- Katyusha (Катюша) por Matvey Blanter
- Marcha Vitória (Марш “Победа”) por Albert Mikhailovich Arutyunov
- Marcha de Artilharia (Марш Артиллеристов) por Tikhon Khrennikov
- Viva o nosso Estado (Да здравствует наша держава) por Alexander Alexandrov

Conclusão
- Marcha Borodino (Марш “Бородино”) por I. Rayevsky
- Adeus de Slavianka (Прощание Славянки) por Vasily Agapkin

## Participantes
O Coronel General Valery Gerasimov foi o comandante do desfile, enquanto o Ministro da Defesa da Federação Russa, Anatoly Serdyukov, foi o inspetor do desfile. Para ambos, o desfile de 2012 foi sua última aparição.

### Bandas Militares
- Bandas Militares de Massa das Forças Armadas, sob a direção do Diretor Sênior de Música do Serviço de Bandas Militares das Forças Armadas da Federação Russa, Tenente-General Valery Khalilov
  - Banda Militar Central do Ministério da Defesa da Rússia
  - Banda Central da Marinhada Rússia
  - Banda do Distrito Militar de Moscou
  - Outras bandas militares de instituições educacionais militares e ministérios independentes
- Corpo de Tambores da Escola Militar de Música de Moscou

### Coluna de infantaria
- 154º Regimento de Comandantes Independentes de Preobrazhensky e Guarda de Honra e Companhia de Guardas de Honra do 1º Batalhão de Guardas de Honra, 154º ICR
- Academia de Armas Combinadas das Forças Armadas da Federação Russa
- Universidade Militar do Ministério da Defesa da Federação Russa
- Universidade Técnica Militar da Agência Federal de Construção Especial
- Academia Zhukovsky de Engenharia da Força Aérea
- Academia Naval Almirante da Frota da União Soviética Nikolai Kuznetsov
- 336.ª Brigada de Infantaria Naval de Guardas
- Academia Espacial Militar " Alexander Mozhaysky"
- Faculdade de Treinamento e Pesquisa de Foguetes de Defesa Aérea de Yaroslav
- Academia Militar das Forças de Mísseis Estratégicos de Pedro, o Grande
- 98ª Divisão Aerotransportada de Guardas
- 29ª e 34ª Brigadas Ferroviárias Independentes das Tropas Ferroviárias Russas
- 1ª Brigada Costeira NBC
- 9º Regimento de Descarte Químico
- 45ª Brigada de Engenharia
- Academia de Defesa Civil do Ministério de Situações de Emergência
- OMSDON Ind. Divisão de Tropas Internas Motorizadas do Ministério de Assuntos Internos da Federação Russa " Felix Dzerzhinsky"
- Instituto Militar de Moscou do Serviço Federal de Fronteiras da Federação Russa "Conselho Municipal de Moscou"
- 5ª Divisão de Fuzileiros Motorizados da Guarda "Mikhail Kalinin"
- 4ª Divisão de Tanques de Guardas "Iúri Andropov"
- 9ª Brigada de Fuzileiros Motorizados de Guardas Independentes
- 27ª Brigada de Rifles Motorizados de Guardas Separados
- 288ª Brigada de Artilharia Independente Varsóvia-Brandemburgo
- Escola de Treinamento de Alto Comando Militar de Moscou

## Preparativos para o desfile

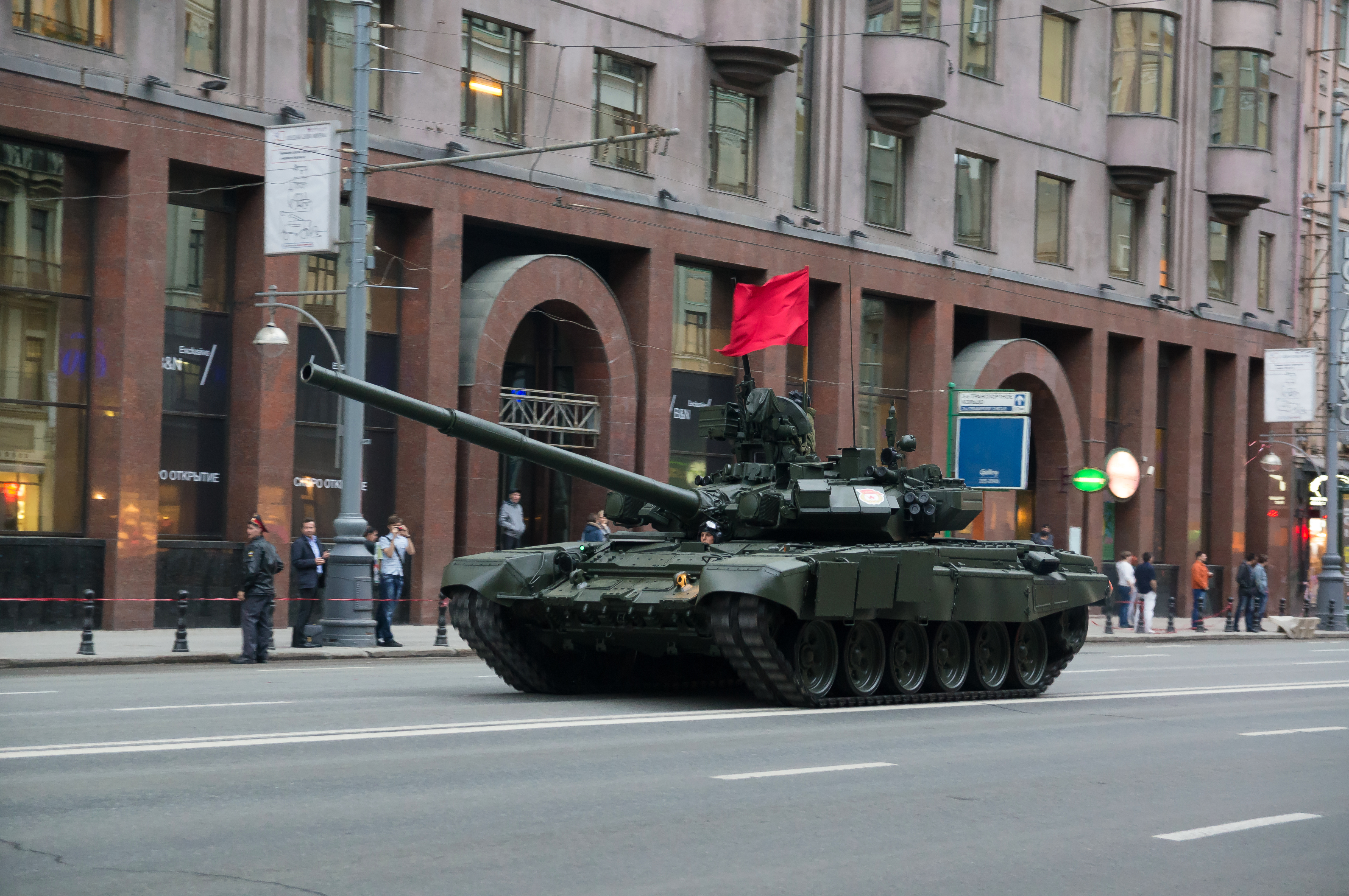
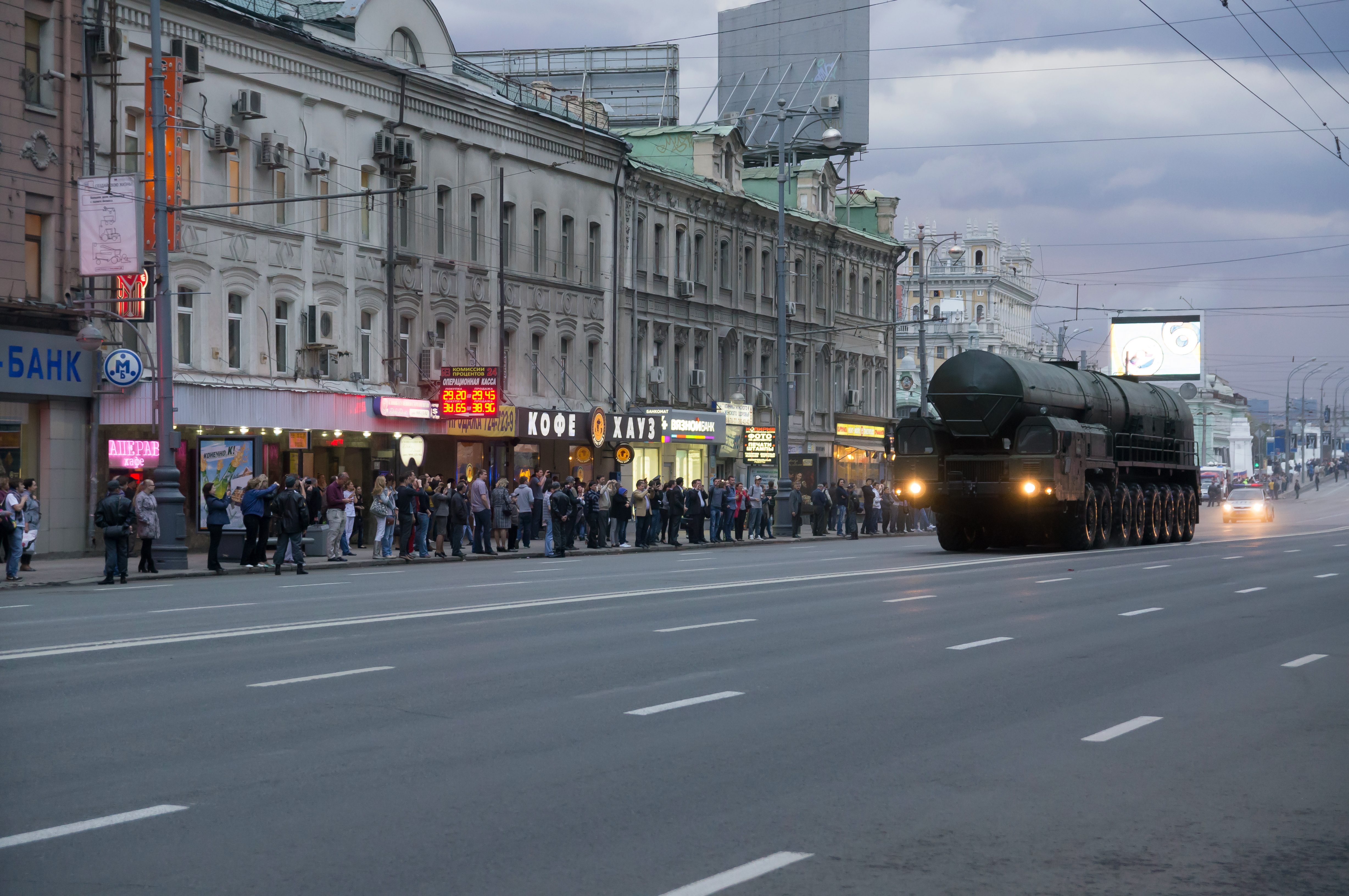
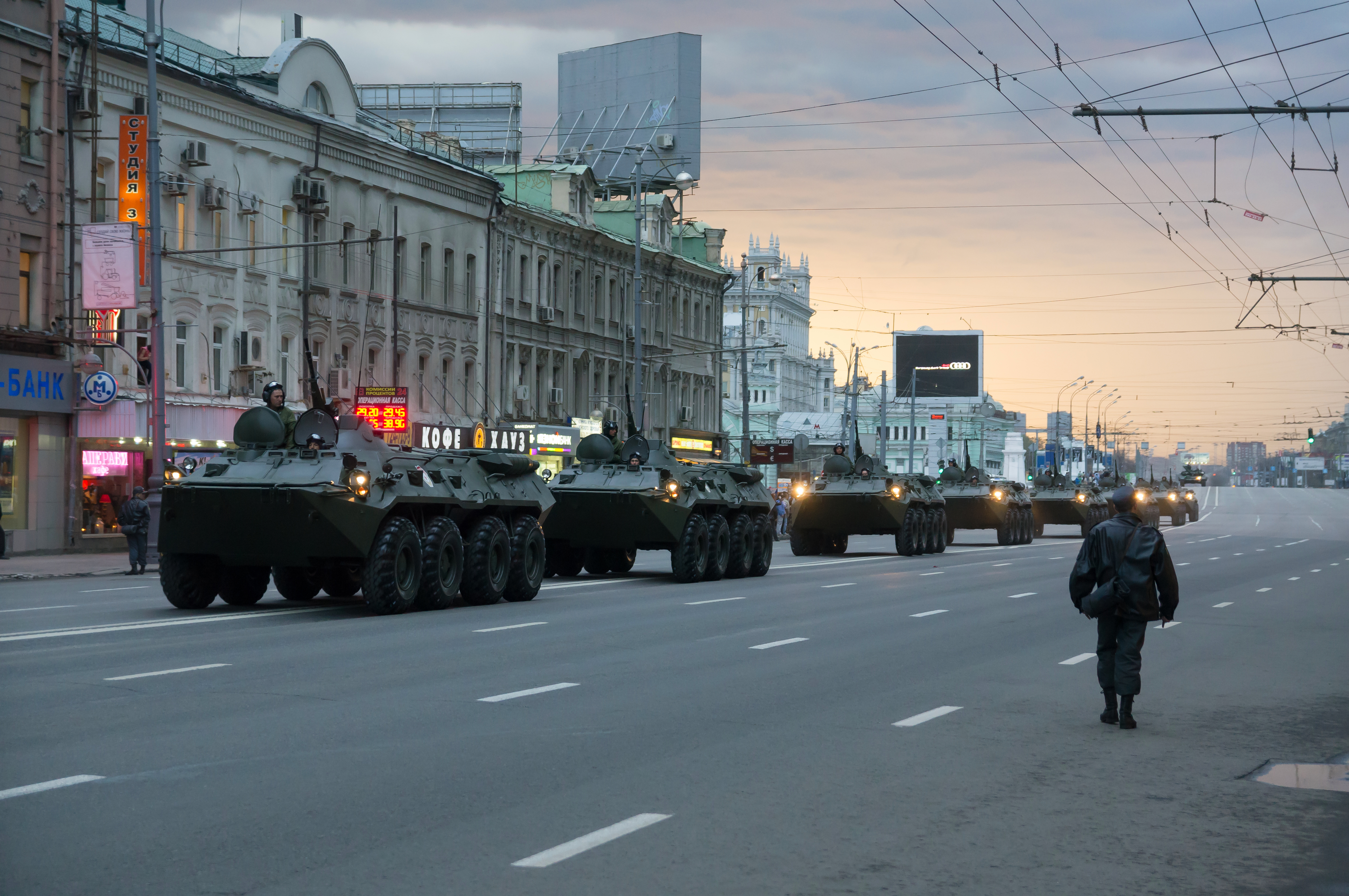
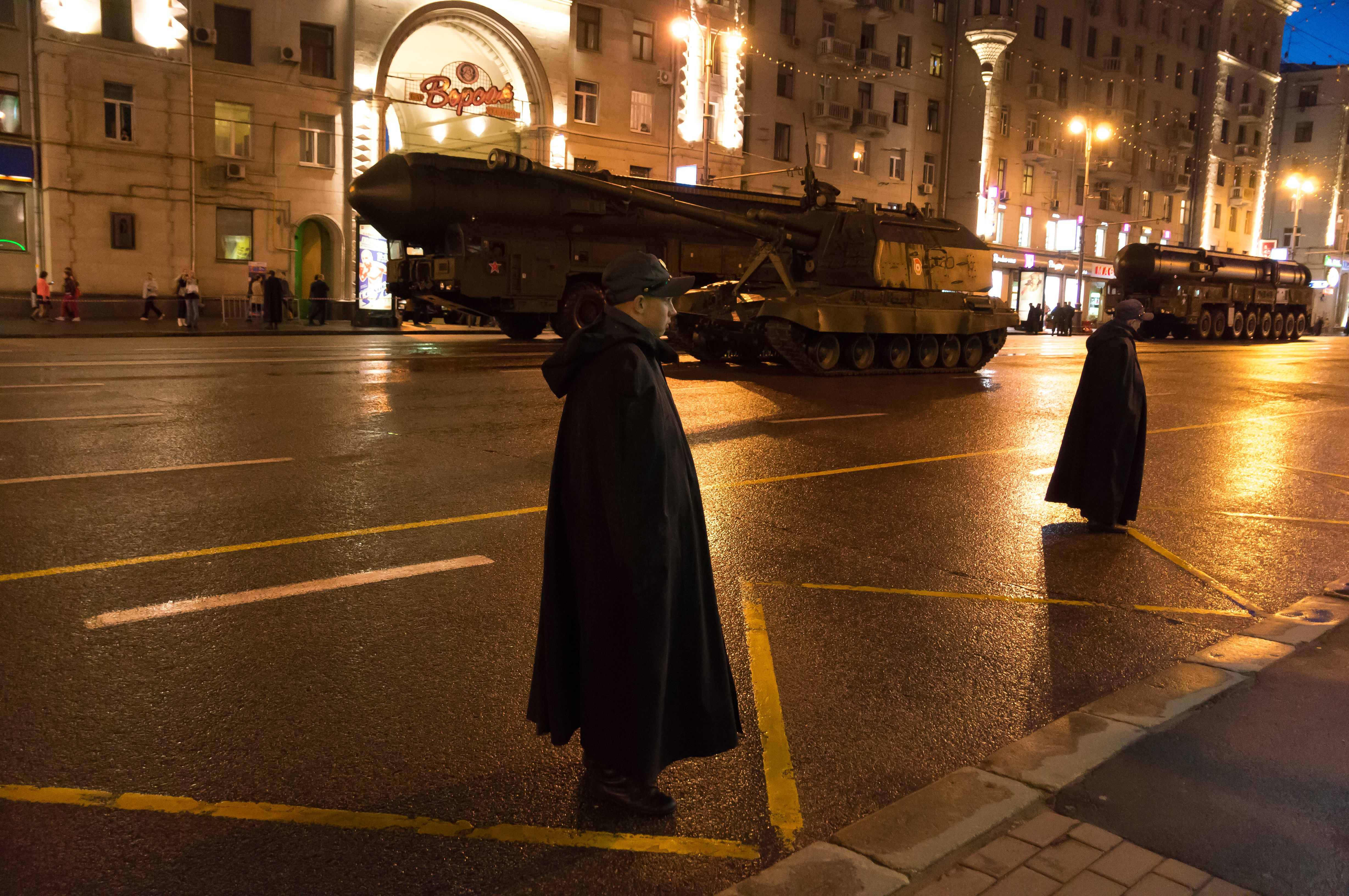
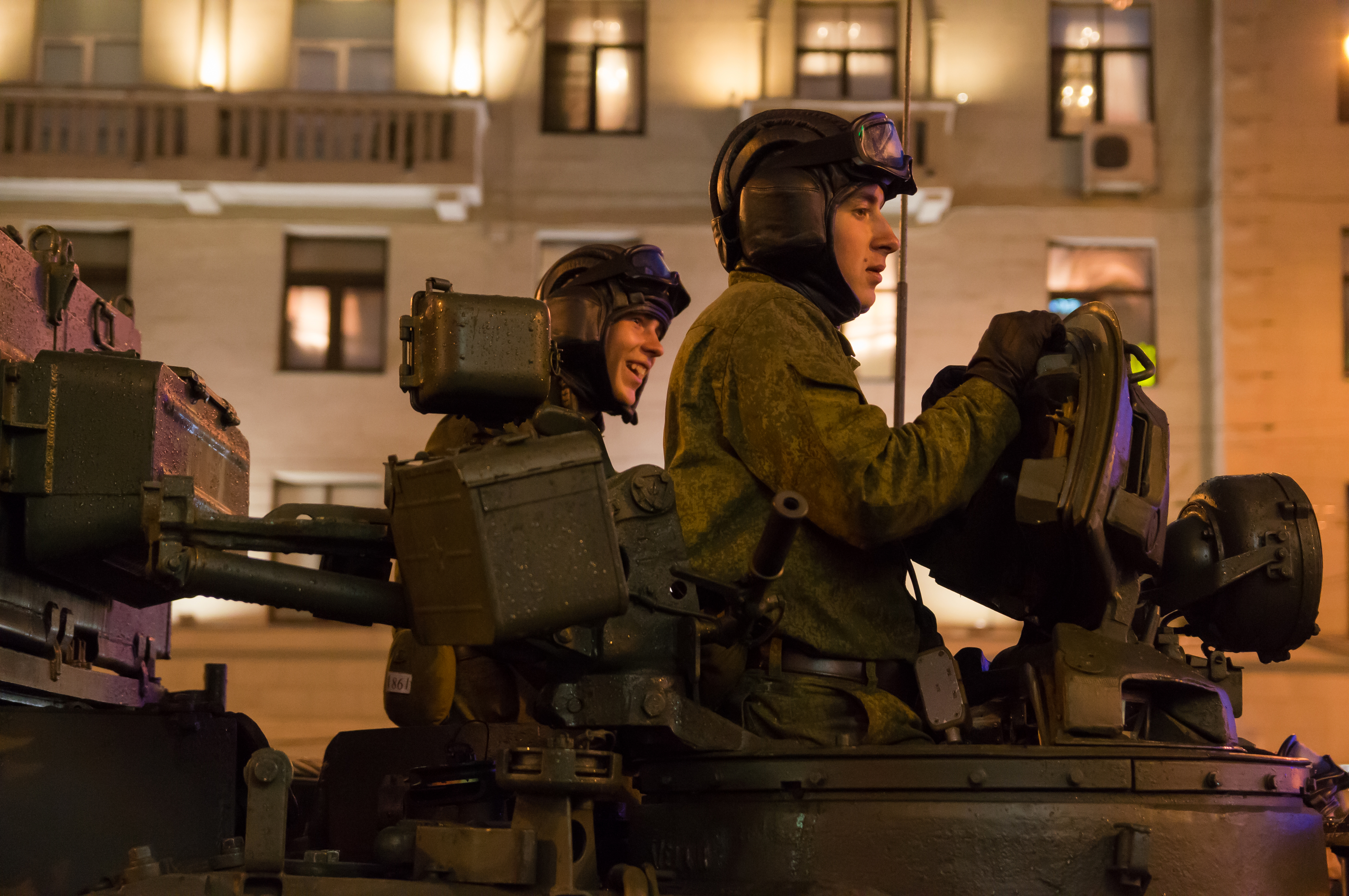
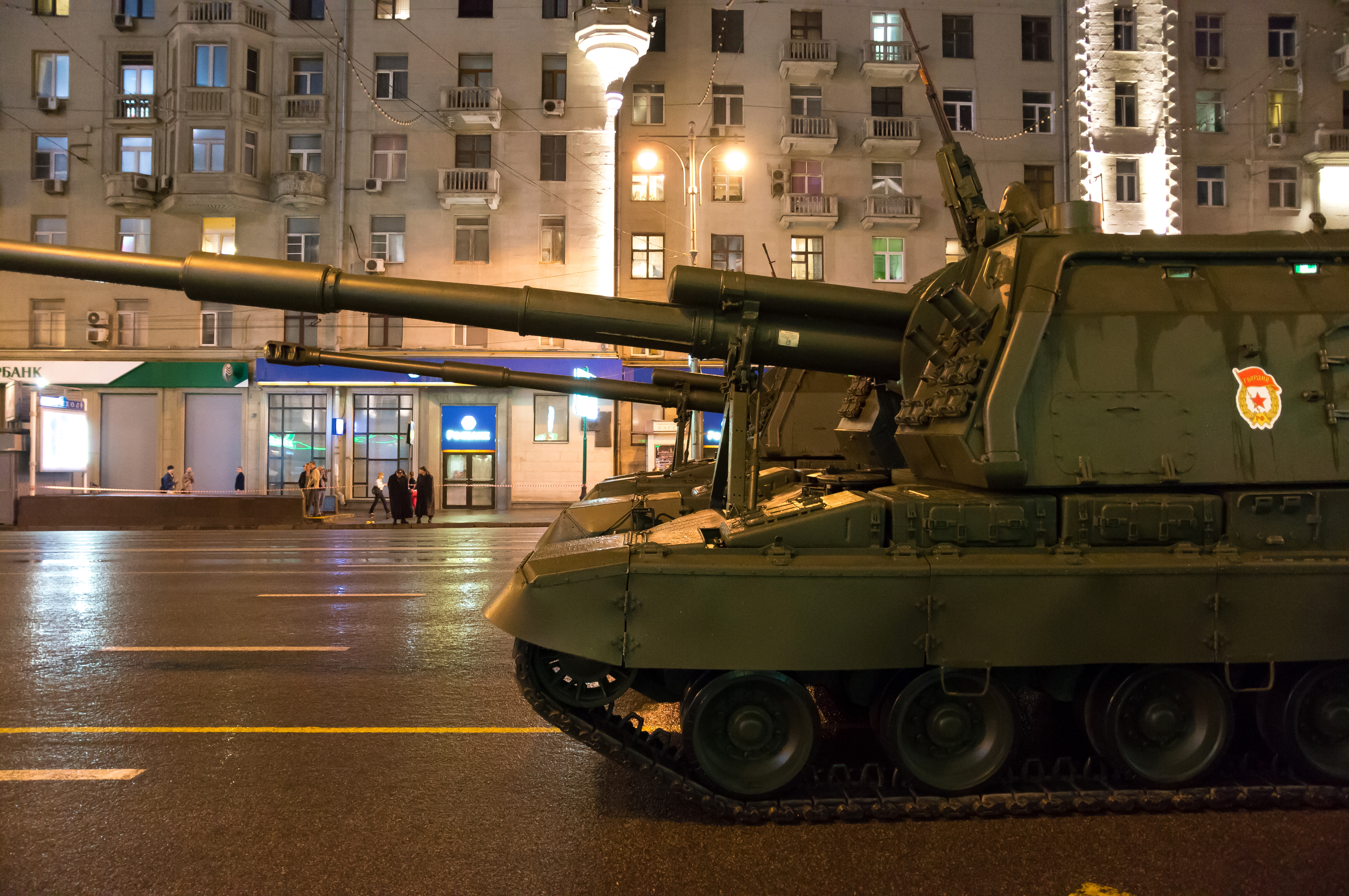
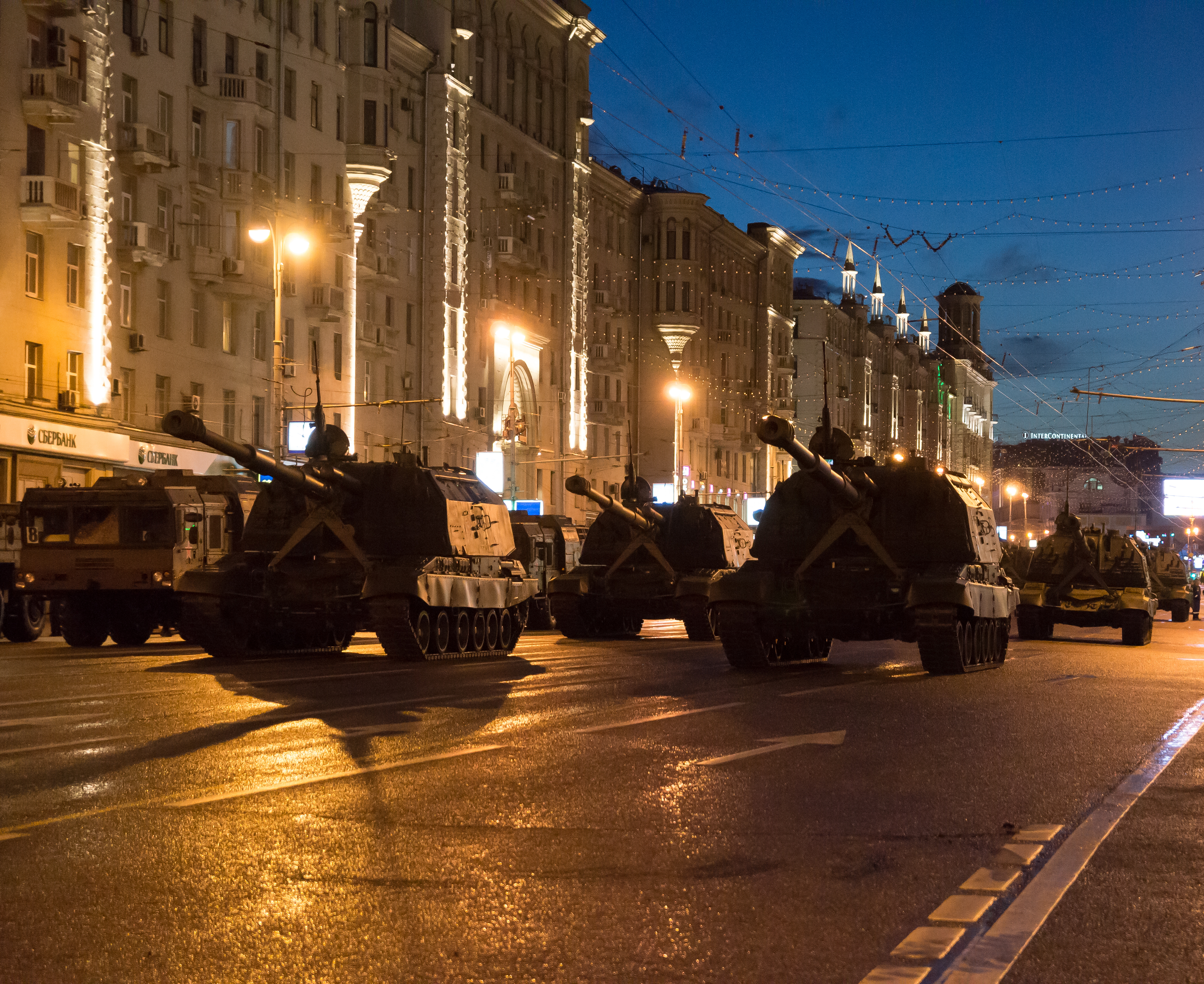
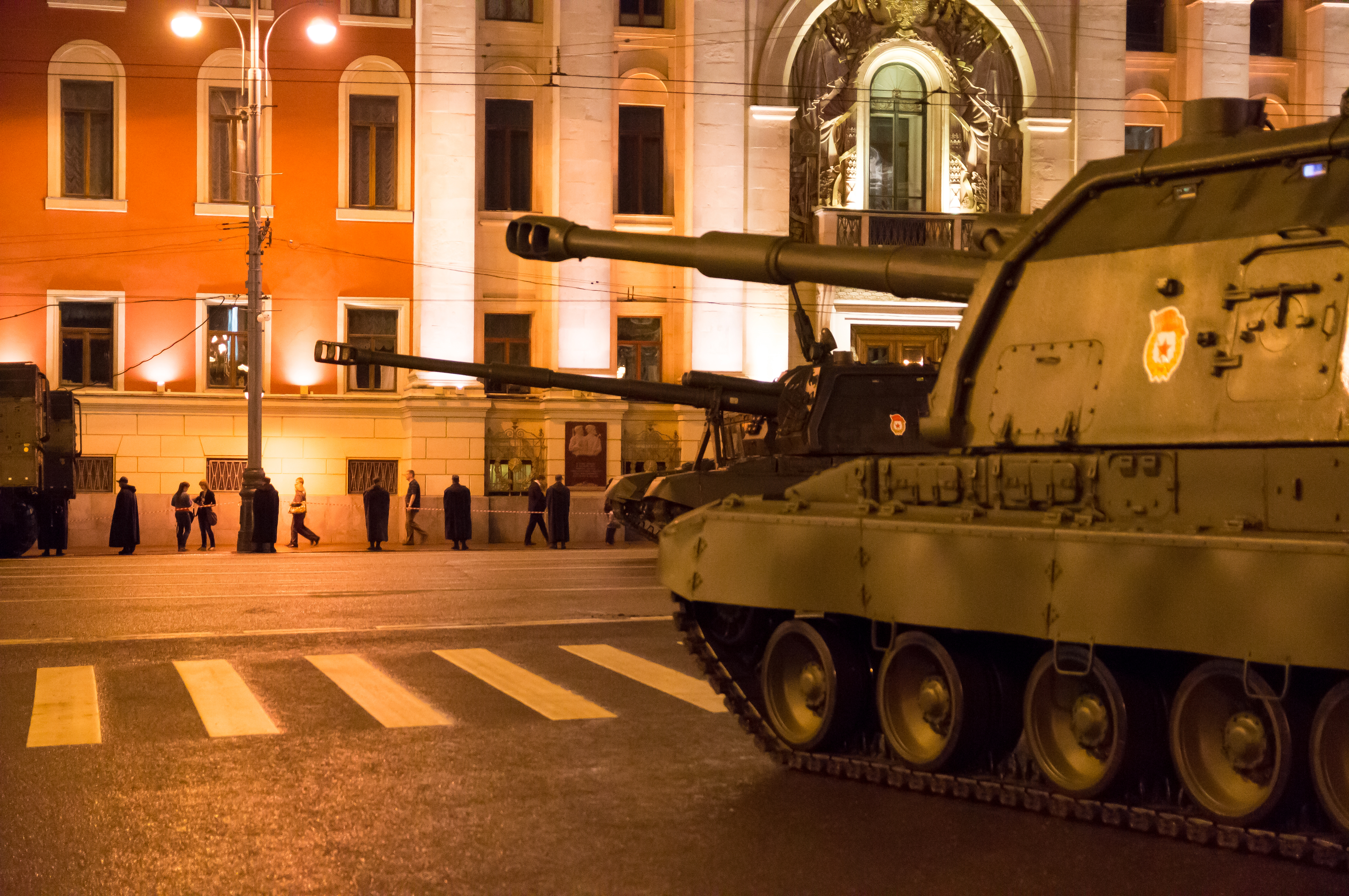
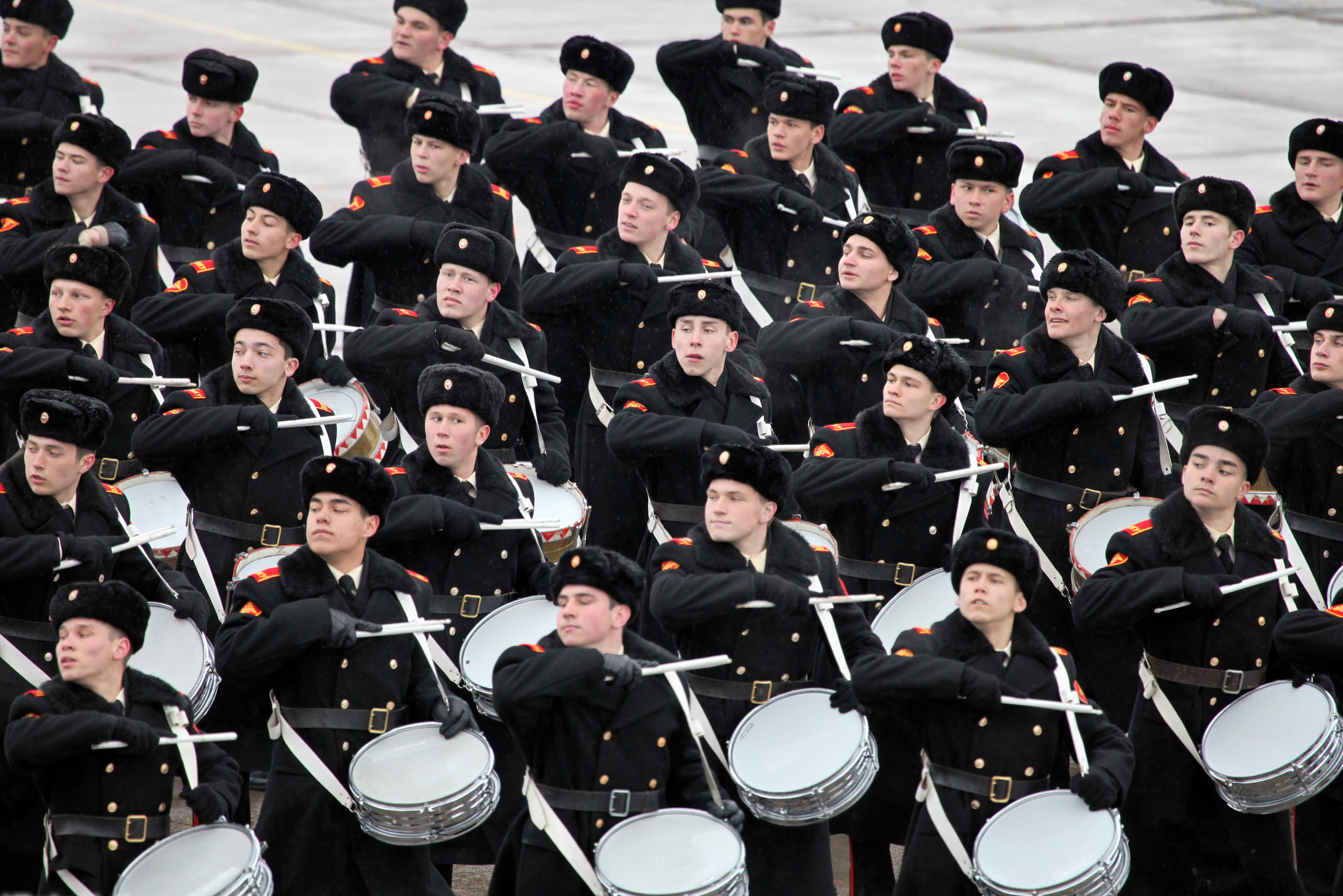
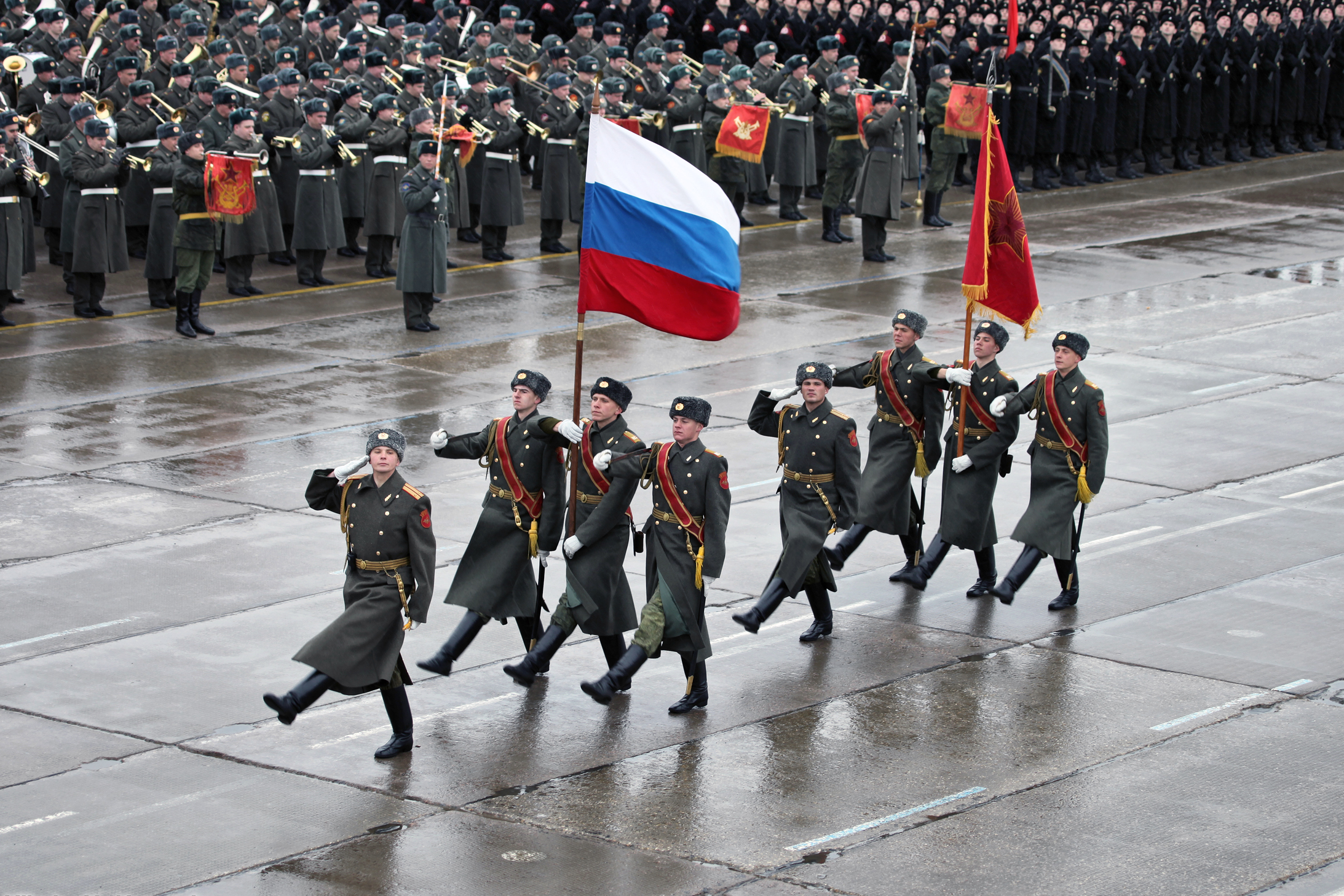

### Coluna Móvel
- GAZ-2975 Tigr
- Iveco LMV
- BTR-80
- T-90A
- 2S19 Msta
- 9K37 Buk
- Pantsir-S1
- S-400 Triumf
- Iskander-M
- Topol-M

### Coluna aérea
- Mil Mi-8